# Sparbankens spargris, Gullmarsplan

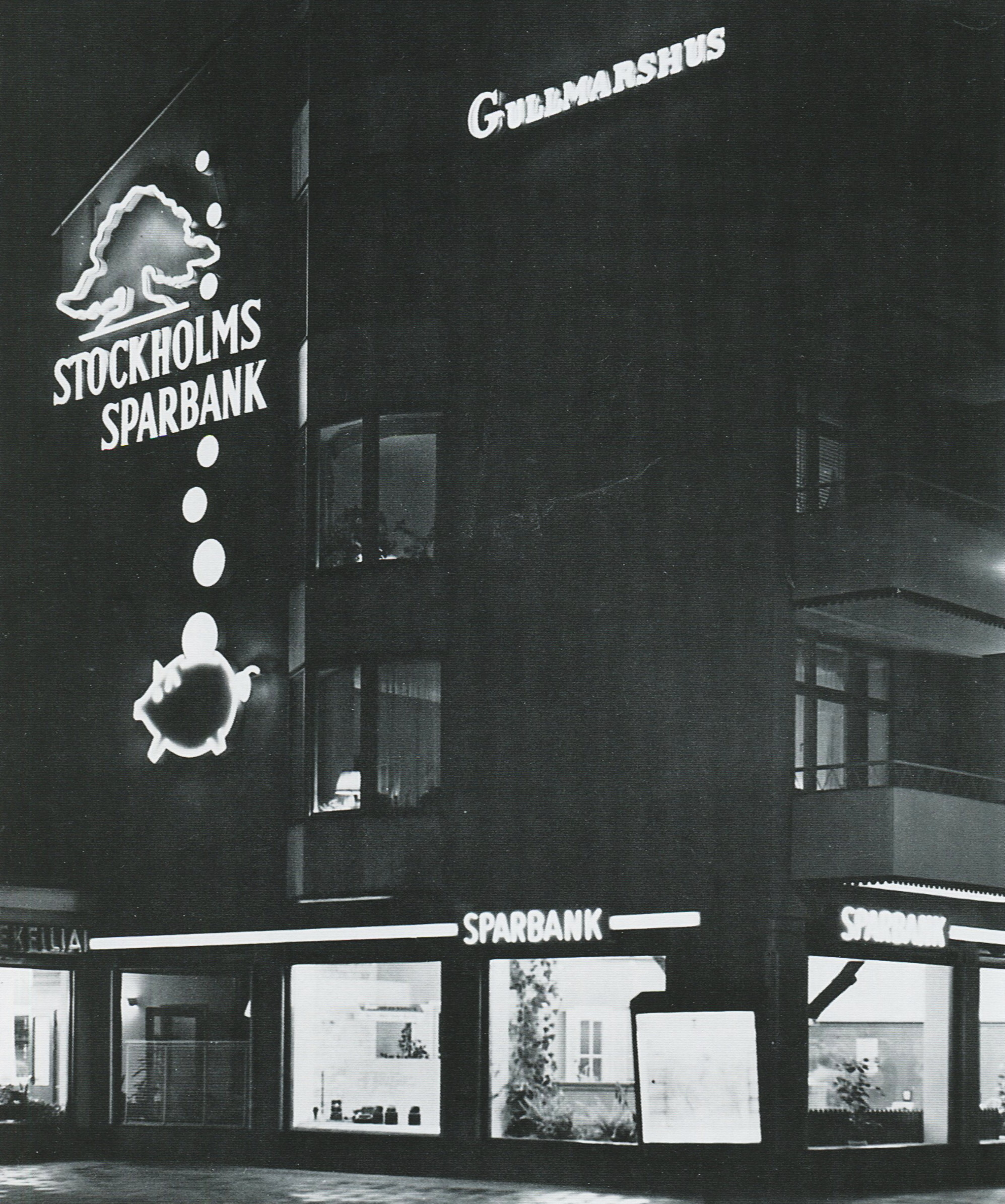
Sparbanksgrisen, 1952.

Sparbankens spargris var en rörlig ljusreklam för Stockholms Sparbank vid Gullmarsplan i södra Stockholm. Skylten togs ner i slutet av 1980-talet i samband med att banken bytte namn.

## Historik
Spargris-skylten ritades 1952 av Erik Lindström på Morneon och monterades på den norra gaveln av hörnfastigheten Gullmarsplan 1, även kallad "Gullmarshuset". I bottenvåningen hade banken sina lokaler. Skylten visade högst upp Sparbanks-eken med texten "Stockholms Sparbank" därunder. Längre ner på fasaden fanns en lysande spargris. Till höger om Sparbanks-eken trillade med jämna mellanrum sju slantar ner i grisen genom att de tändes en och en med hjälp av ett programverk. Skylten på Gullmarsplan blev snabbt folkkär och syntes långt över Johanneshovsbron. Spargrisens fallande slantar påminner mycket om Tuloskylten från 1955, som fortfarande är i funktion. Där ramlar nio halstabletter ner för fasaden till före detta Choklad-Thules fastighet vid Sankt Eriksbron på Kungsholmen.
Grisen togs ner 1989. Skylten bevarades dock och i samband med utställningen Stockholmsnatt på Stockholms stadsmuseum 1998 sattes grisen upp på stadsmuseets gavel. Det ledde till att den senare åter sattes upp på sin ursprungliga plats. I november 2001 togs grisen dock ner igen.

## Bevara äldre reklamskyltar
Med tanke på att fler klassiska skyltar, som spargrisen med mynten vid Gullmarsplan och DUX-skylten på Hötorgsskrapan 1 försvunnit från Stockholms stadsbild efterlyste Kristina Alvendal, stadsbyggnads- och fastighetsborgarråd i Stockholms stad (mellan 2008 och 2010), i augusti 2009 en tydlig ansvarsfördelning så att skyltar inte bara släcks och tas ner. Hon föreslår därför att stadsbyggnadskontoret dels utreder vem som bär ansvaret för skyltarna, dels tar fram en strategi för hur de gamla reklamskyltarna skall bevaras.